# The Cyclone
The Cyclone is een Amerikaanse dramafilm uit 1920. De stomme film is verloren gegaan. De buitenopnames werden in oktober 1919 gefilmd in Prescott, de binnenopnamen in Mix' eigen studio - bijgenaamd 'Mixville' - in Edendale, vlak bij Hollywood.
De Canadese Royal North West Mounted Police werkte mee aan het realiseren van deze film. In haar autobiografie herinnerde actrice Colleen Moore zich dat ze, vlak nadat ze in The Cyclone speelde dat haar personage werd ontvoerd, in het echt ook kort was ontvoerd. De verliefde Indiaan had haar tijdens de filmopnamen van een afstand bewonderd, maar deed haar echter niets aan.

## Verhaal
Sergeant Tim Ryerson (Tom Mix) van de North West Mounted Police heeft opgedragen gekregen om een bende op te rollen die Chinese arbeiders de grens over smokkelt. Terwijl hij zijn verloofde Sylvia Sturgis (Colleen Moore) bezoekt op de ranch van haar vader, ziet hij een verdachte actie van ranchvoorman Ferdinand Baird (Henry Hebert). Baird blijkt de leider van de smokkelaars te zijn. Op een nacht betrapt Ryerson Baird terwijl hij Chinezen de grens met de Verenigde Staten laat oversteken. Baird weet echter te ontsnappen en vlucht naar het huis van de familie Sturgis, waarna hij Sylvia Sturgis ontvoert. Ryerson achtervolgt Baird naar Chinatown in Vancouver, waar de smokkelaars zich blijken te hebben gevestigd. Hij arresteert de bende en bevrijdt zijn verloofde.

## Rolverdeling
| Acteur             | Personage                 |
| ------------------ | ------------------------- |
| Tom Mix            | Sergeant Tim Ryerson      |
| Colleen Moore      | Sylvia Sturgis            |
| Henry Hebert       | Ferdinand Baird           |
| William Ellingford | Silas Sturgis             |
| Buck Jones         | (onvermeld in aftiteling) |